# دومينيك ليون (لاعب كرة قاعدة)
دومينيك ليون (بالإنجليزية: Dominic Leone) هو لاعب كرة قاعدة أمريكي، ولد في 26 أكتوبر 1991 في نورويتش في الولايات المتحدة.

## وصلات خارجية
- دومينيك ليون على موقع دوري كرة القاعدة الرئيسي (الإنجليزية)
- دومينيك ليون على موقعبيزبول رفرنس.كوم (الدوري الرئيسي) (الإنجليزية)
- دومينيك ليون على موقعبيزبول رفرنس.كوم (الدوري الثانوي) (الإنجليزية)
- دومينيك ليون على موقع إي إس بي إن.كوم (أم.أل.بي) (الإنجليزية)
- دومينيك ليون على موقع مشجعي الرسوم البيانية (الإنجليزية)